# Nico Greetham
Nico James Greetham (Woodbridge, Virginia, 5 de marzo de 1995) es un actor y bailarín estadounidense. Interpretó a Calvin Maxwell en la serie de televisión Power Rangers Ninja Steel y a Nick en la serie Love, Victor.

## Biografía
Greetham es originario de Woodbridge, Virginia, y asistió a la secundaria Osbourn Park. Su padre es fisioterapeuta y es de ascendencia escocesa. Su madre es de ascendencia colombiana. Él tiene dos hermanas.
Greetham fue gimnasta cuando era niño, pero sufrió una lesión a los ocho años que le obligó a dejar de practicar este deporte. Después de esto, comenzó a bailar y aspiraba a competir en So You Think You Can Dance. En 2013, audicionó con éxito para aparecer en la décima temporada del programa, en la que quedó finalista. Se mudó a Los Ángeles y posteriormente comenzó a actuar.

## Vida personal
Greetham se declaró homosexual en el podcast «Oh Here We Go».

## Filmografía

### Cine
| Año  | Título            | Papel             | Notas         |
| ---- | ----------------- | ----------------- | ------------- |
| 2008 | From Within       | Niño en bicicleta | No acreditado |
| 2013 | Marked            | David Young       | Cortometraje  |
| 2020 | Dinner in America | Derrick           |               |
| 2020 | Aves de presa     | Joven Goon        | No acreditado |
| 2020 | First Lady        | Joven Max         |               |
| 2020 | Dramarama         | Oscar             |               |
| 2020 | The Prom          | Nick              |               |

### Televisión
| Año       | Título                                | Rol                                        | Notas                                          |
| --------- | ------------------------------------- | ------------------------------------------ | ---------------------------------------------- |
| 2014      | General Hospital                      | Coestrella                                 | Episodio: «1.13045»                            |
| 2015      | Glee                                  | Vocal Adrenaline                           | Episodio: «The Rise and Fall of Sue Sylvester» |
| 2017–2018 | The Thundermans                       | Coestrella                                 | 2 episodios, sin acreditar                     |
| 2017–2018 | Power Rangers Ninja Steel             | Calvin Maxwell / Yellow Ninja Steel Ranger | 44 episodios                                   |
| 2019      | NCIS                                  | Tommy Larson                               | Episodio: «Judge, Jury...»                     |
| 2019      | Into the Dark                         | Daniel                                     | Episodio: «A Nasty Piece of Work»              |
| 2021–2022 | American Horror Stories               | Zinn                                       | Episodio: «The Naughty List»                   |
| 2021–2022 | American Horror Stories               | Paul                                       | Episodio: «Drive»                              |
| 2021      | American Horror Story: Double Feature | Cal Cambon                                 | Principal; 4 episodios                         |
| 2022      | Love, Victor                          | Nick                                       | Secundario; 5 episodios                        |

### Reality
| Año  | Título                     | Rol          | Notas       |
| ---- | -------------------------- | ------------ | ----------- |
| 2013 | So You Think You Can Dance | Participante | 9 episodios |